# Tổng thống Phần Lan
Tổng thống Cộng hoà Phần Lan là nguyên thủ quốc gia của Phần Lan. Tổng thống đương nhiệm của Phần Lan là ông Alexander Stubb, người đắc cử vị trí này vào ngày 1 tháng 3 năm 2024.
Theo Hiến pháp Phần Lan, quyền hành pháp được giao cho Tổng thống và chính phủ với tổng thống nắm quyền lực còn lại. Tổng thống được bầu ra trực tiếp bởi người dân Phần Lan với nhiệm kỳ 6 năm. Từ năm 1991, không có tổng thống nào được bầu 2 nhiệm kỳ liên tiếp. Tổng thống phải là người mang quốc tịch hoặc sinh ra ở Phần Lan. Chức vụ Tổng thống được thành lập bởi Hiến pháp 1919. 
Người đứng đầu nhà nước Phần Lan có thể được gọi là Tổng thống Cộng hoà Phần Lan (Suomen tasavallan presidentti, Republiken Finlands president) hay phổ biến hơn, là Tổng thống Cộng hòa (tasavallan presidentti, republikens president); trái lại, các cựu tổng thống chỉ được gọi là "Tổng thống" mà thôi.

## Bầu cử
Ứng cử viên tổng thống có thể được chỉ định bởi các đảng đăng ký đã nhận được ít nhất một ghế trong cuộc bầu cử quốc hội trước đó. Một ứng viên cũng có thể được đề cử bởi 20.000 công dân bị tước đoạt.Từ năm 1919 đến năm 1988, Tổng thống Cộng hoà Phần Lan được bầu lên gián tiếp thông qua đại cử tri đoàn, trong đó các đại cử tri được người dân trực tiếp bầu chọn ra. Vào năm 1988, người dân cả nước vừa bỏ phiếu cho các ứng cử viên tổng thống, vừa bỏ phiếu để bầu ra đại cử tri đoàn. Nếu như không có ứng cử viên tổng thống nào nhận được số phiếu đa số, đại cử tri đoàn sẽ bỏ phiếu để bầu ra Tổng thống mới cho nhiệm kỳ 1988 – 1994. Sau năm 1994, Tổng thống Cộng hoà Phần Lan do người dân trực tiếp bầu lên với nhiệm kỳ sáu năm. Nếu chỉ có một ứng viên được đề cử, người đó sẽ trở thành tổng thống mà không có cuộc bầu cử. Nếu không, vòng bỏ phiếu đầu tiên diễn ra vào ngày Chủ Nhật lần thứ ba của tháng 1 trong năm bầu cử. Cuộc bầu cử được tổ chức hai lần. Nếu một trong số các ứng viên nhận được hơn một nửa số phiếu bầu, người đó sẽ được bầu làm chủ tịch. Nếu không có ứng cử viên nào giành được đa số trong giai đoạn đầu, hai ứng cử viên hàng đầu sẽ chạy lại trong giai đoạn hai ba tuần sau đó. Các ứng cử viên sau đó nhận được nhiều phiếu bầu được bầu. Trong trường hợp của một tie, cuộc bầu cử được giải quyết bằng nhiều. Hội đồng Nhà nước xác nhận kết quả của cuộc bầu cử và, nếu cần thiết, tiến hành rút thăm. Tổng thống nắm giữ chức vụ vào ngày đầu tiên của tháng sau cuộc bầu cử (1 tháng 2 hoặc 1 tháng 3 tùy thuộc vào việc có một hoặc hai viên đạn).

## Danh sách tổng thống Phần Lan
| STT | Chân dung | Tổng thống (sinh-mất)                   | Năm đắc cử          | Bắt đầu nhiệm kỳ     | Kết thúc nhiệm kỳ                             | Đảng phái                                         |
| --- | --------- | --------------------------------------- | ------------------- | -------------------- | --------------------------------------------- | ------------------------------------------------- |
| 1   |           | Kaarlo Juho Ståhlberg (1865–1952)       | 1919                | 26 tháng 7 năm 1919  | 1 tháng 3 năm 1925                            | Đảng Cấp tiến Quốc gia (Ed.)                      |
| 2   |           | Lauri Kristian Relander (1883–1942)     | 1925                | 1 tháng 3 năm 1925   | 1 thấng 3 năm 1931                            | Đảng Agrarian (ML)                                |
| 3   |           | Pehr Evind Svinhufvud (1861–1944)       | 1931                | 1 tháng 3 năm 1931   | 1 tháng 3 năm 1937                            | Đảng Liên minh Quốc gia (Kok.)                    |
| 4   |           | Kyösti Kallio (1873–1940)               | 1937                | 1 tháng 3 năm 1937   | 19 tháng 12 năm 1940 (qua đời khi đương chức) | Đảng Agrarian (ML)                                |
| 5   |           | Risto Ryti (1889–1956)                  | 1940 1943           | 19 tháng 12 năm 1940 | 4 tháng 8 năm 1944 (từ chức)                  | Đảng Cấp tiến Quốc gia (Ed.)                      |
| 6   |           | Carl Gustaf Emil Mannerheim (1867–1951) | 1944                | 4 tháng 8 năm 1944   | 11 tháng 3 năm 1946 (từ chức)                 | Độc lập                                           |
| 7   |           | Juho Kusti Paasikivi (1870–1956)        | 1946 1950           | 11 tháng 3 năm 1946  | 1 tháng 3 năm 1956                            | Đảng Liên minh Quốc gia (Kok.)                    |
| 8   |           | Urho Kekkonen (1900–1986)               | 1956 1962 1968 1978 | 1 tháng 3 năm 1956   | 27 tháng 2 năm 1982                           | Đảng Agrarian (ML) từ 1965 Đảng Trung tâm (Kesk.) |
| 9   |           | Mauno Koivisto (1923–2017)              | 1982 1988           | 27 tháng 2 năm 1982  | 1 tháng 3 năm 1994                            | Đảng Dân chủ Xã hội (SDP)                         |
| 10  |           | Martti Ahtisaari (b. 1937)              | 1994                | 1 tháng 3 năm 1994   | 1 tháng 3 năm 2000                            | Đảng Dân chủ Xã hội (SDP)                         |
| 11  |           | Tarja Halonen (b. 1943)                 | 2000 2006           | 1 tháng 3 năm 2000   | 1 tháng 3 năm 2012                            | Đảng Dân chủ Xã hội (SDP)                         |
| 12  |           | Sauli Niinistö (b. 1948)                | 2012 2018           | 1 tháng 3 năm 2012   | 1 tháng 3 năm 2024                            | Đảng Liên minh Quốc gia (KOK)                     |
| 13  |           | Alexander Stubb (b. 1968)               | 2024                | 1 tháng 3 năm 2024   | Đương nhiệm                                   | Đảng Liên minh Quốc gia (KOK)                     |